# Belaja (Tscharysch)
Die Belaja (russisch Белая, „Weißer Fluss“) ist ein linker Nebenfluss des Tscharysch in der russischen Region Altai.
Die Belaja entspringt am Nordhang des Tigirek-Kamms im nordwestlichen Altaigebirge unweit der kasachischen Grenze. Die Belaja fließt anfangs in nordwestlicher, später in nördlicher Richtung. Sie mündet schließlich in den Tscharysch, linker Nebenfluss des Ob. Die Flusslänge beträgt 157 km. Das Einzugsgebiet umfasst 1470 km². Der mittlere Abfluss am Pegel Bugryschicha liegt bei 24,52 m³/s. Die abflussstärksten Monate sind April (89,30 m³/s) und Mai (101,73 m³/s).
Die Belaja ist ein Wildwasserfluss mit Stromschnellen vom Schwierigkeitsgrad I. Es werden Rafting-Touren auf dem Fluss angeboten.